# Ramón Reyes
Ramón Reyes Quijano (Panama, 8 ottobre 1937 – 23 maggio 2014) è stato un cestista panamense.

## Carriera
Con Panama ha disputato i Giochi olimpici di Città del Messico 1968, segnando 11 punti in 9 partite.